# Lamassu

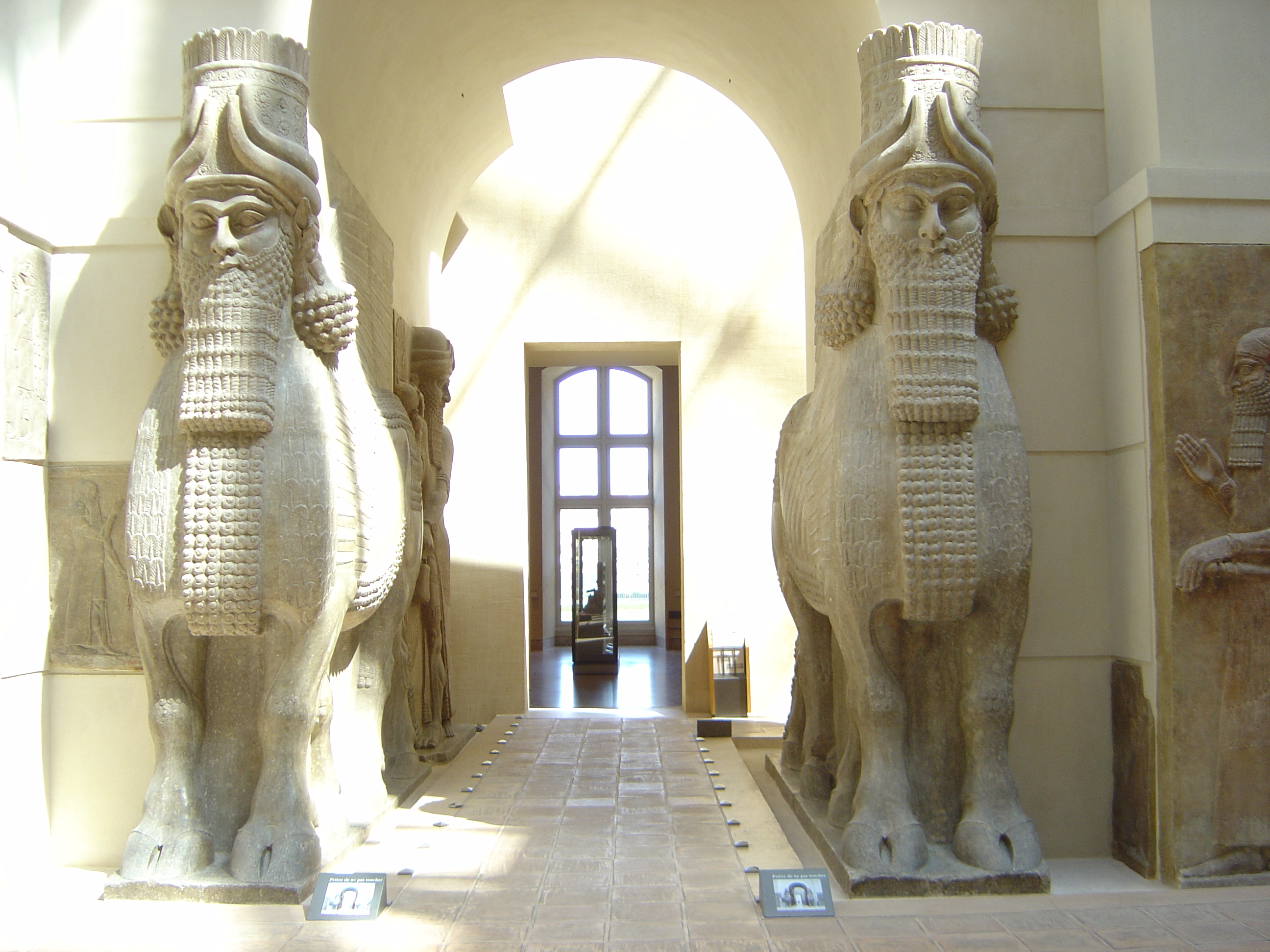
Lamassu w Muzeum w Luwrze pochodzące z VIII w. p.n.e.

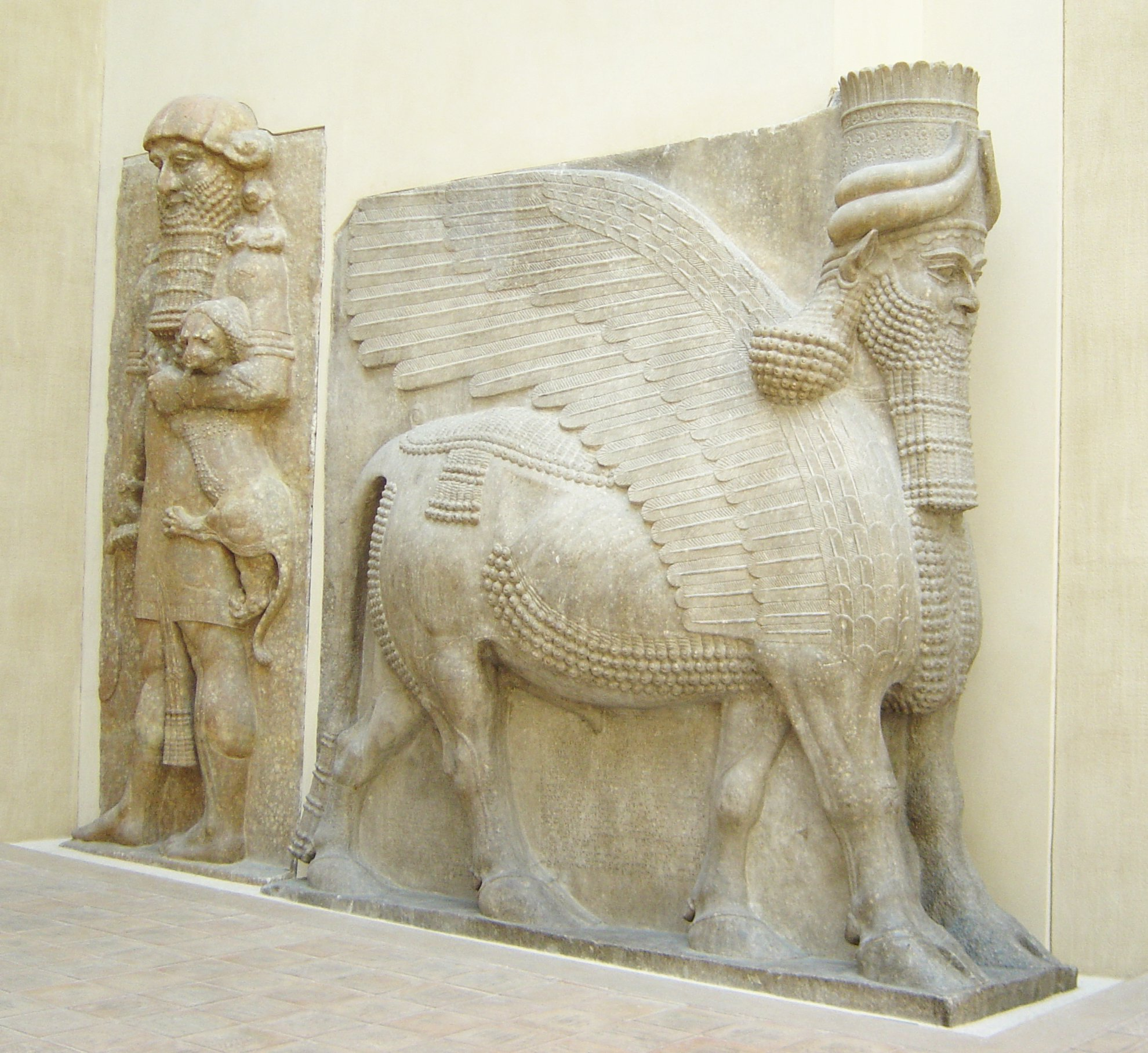
Lamassu w Muzeum w Luwrze pochodzące z VIII w. p.n.e.

Lamassu – w sztuce asyryjskiej posąg wyobrażający skrzydlatego byka o ludzkiej, brodatej twarzy, czyli tzw. istotę zoomorficzną. Ta monumentalna rzeźba wywodzi się jeszcze z tradycji sumeryjskiej, gdzie byk łączony był z bogiem Księżyca Nanną, ale bezpośrednio Asyryjczycy przejęli je od Hetytów. Odkryto je podczas wykopalisk niemal w każdej stolicy asyryjskiej (Kalchu, Dur-Szarrukin i Niniwie).
Głowę lamassu zazwyczaj zdobi tiara z rogami symbolizującymi jego potęgę. Broda z kolei symbolizuje mądrość, a oznaką magicznej mocy jest pas, którym jest opasany jego tułów. Niektóre lamassu miały lwie łapy, co miało dodawać im cech tego zwierzęcia, jest to jednak późniejsza tradycja. Posągi lamassu wykonane były w technice reliefu przechodzącego w rzeźbę pełną. Najczęściej miały rozmiary ok. 3–4 m.
Dość ciekawym rozwiązaniem było przedstawienie lamassu z pięcioma nogami, jeśli je wszystkie policzyć. Wynikało to z pewnej konwencji przedstawiania tego typu posągów w sztuce asyryjskiej, według której z jednej strony lamassu miał pełnić funkcję rzeźby frontowej, a więc patrząc z przodu widziało się głowę, tors i dwie nogi, które tworzyły stojącą, nieruchomą postać strażnika, przy niewidocznej dalszej części – czyli figurę w pełni statyczną; z kolei patrząc z boku widziało się figurę kroczącą (z czterema nogami), co dawało efekt poruszającego się naprzód lamassu jako figury dynamicznej.
Lamassu, zazwyczaj w parach, znajdowały się przy monumentalnych wejściach do pałaców oraz w samych pałacach przy wejściach, np. do sal tronowych, gdzie miały pełnić funkcję strażników. W kulturze Mezopotamii był to duch opiekuńczy. Ten element zdobniczy został przejęty przez sztukę perską.